# Rivière Lamatry
La rivière Lamatry est un cours d'eau qui coule dans le département Nord-Est à Haïti, et un affluent du fleuve côtier la rivière du Massacre.

## Géographie
Cette rivière prend sa source sur le territoire du village de l'Acul-Samedi dans le massif du Nord.
La rivière Lamatry coule ensuite vers le nord-est en direction de la frontière avec la République dominicaine. En aval, elle traverse la commune de Ferrier, puis contourne par le sud le lagon aux Bœufs avant d'arriver à sa confluence avec la rivière du Massacre à moins de cinq kilomètres de l'embouchure de la rivière du Massacre.